# دييغو مونتيل
دييغو مونتيل (بالإسبانية: Diego Montiel)‏ (22 أبريل 1996 في الأرجنتين - 26 ديسمبر 2021) هو لاعب كرة قدم أرجنتيني في مركز الوسط.

## وصلات خارجية
- دييغو مونتيل على موقع قاعدة بيانات كرة القدم.إي يو (الإنجليزية)
- دييغو مونتيل على موقع Soccerway.com (الإنجليزية)